# 董星宇
董星宇（Adam Dong Xingyu，1994年2月14日—），前南京羽球隊成員，2016年轉籍加拿大，加拿大男子羽毛球运动员。

## 簡歷
董星宇代表2011中華人民共和國城市運動會，幫助南京隊奪得男子團體賽金牌。
2022年4月，董星宇与矢仓尼尔在2022年泛美洲羽毛球錦標賽上获得铜牌，在半决赛中输给了墨西哥组合约布·卡斯蒂略和路易斯·阿尔曼多·蒙托亚·纳瓦罗，以1比3，（21-17、19-21、13-21）。董星宇是加拿大队参加2022年湯姆斯盃的一员。

## 主要比賽成績
只列出曾進入準決賽的國際賽事成績：
| 年份   | 賽事                         | 公開賽級別 | 項目     | 拍檔              | 成績   |
| ------ | ---------------------------- | ---------- | -------- | ----------------- | ------ |
| 2016年 | 加拿大羽毛球大獎賽           | 大獎賽     | 男子雙打 | 安德烈·阿迪斯提亚 | 準決賽 |
| 2021年 | 墨西哥羽毛球國際賽           | 國際系列賽 | 男子雙打 | 矢仓尼尔          | 冠軍   |
| 2022年 | 泛美洲羽毛球錦標賽           | 其他       | 男子雙打 | 矢仓尼尔          | 準決賽 |
| 2022年 | 雪梨羽毛球國際賽             | 國際系列賽 | 男子雙打 | 矢仓尼尔          | 亞軍   |
| 2022年 | 秘魯羽毛球國際賽             | 國際挑戰賽 | 男子雙打 | 矢仓尼尔          | 亞軍   |
| 2022年 | 加拿大羽毛球國際挑戰賽       | 國際挑戰賽 | 男子雙打 | 矢仓尼尔          | 準決賽 |
| 2023年 | 泛美洲羽毛球混合團體錦標賽   | 其他       | 混合團體 | －                | 冠軍   |
| 2023年 | 泛美洲羽毛球錦標賽           | 其他       | 男子雙打 | 矢倉尼爾          | 冠軍   |
| 2023年 | 墨西哥羽毛球國際挑戰賽       | 國際挑戰賽 | 男子雙打 | 矢倉尼爾          | 準決賽 |
| 2023年 | 危地馬拉羽毛球國際挑戰賽     | 國際挑戰賽 | 男子雙打 | 矢倉尼爾          | 準決賽 |
| 2023年 | 秘魯羽毛球國際挑戰賽         | 國際挑戰賽 | 男子雙打 | 矢倉尼爾          | 亞軍   |
| 2023年 | 泛美運動會羽毛球比賽         | 其他       | 男子雙打 | 矢倉尼爾          | 金牌   |
| 2023年 | 加拿大羽毛球國際挑戰賽       | 國際挑戰賽 | 男子雙打 | 矢倉尼爾          | 亞軍   |
| 2024年 | 泛美洲羽毛球男女子團體錦標賽 | 其他       | 男子團體 | －                | 冠軍   |
| 2024年 | 泛美洲羽毛球錦標賽           | 其他       | 男子雙打 | 矢倉尼爾          | 亞軍   |

| 2007-2017年 | 首要超級賽 | 超級賽 | 黃金大獎賽 | 大獎賽 | 國際挑戰賽 | 國際系列賽 | 未來系列賽 | 其他 |

| 2018-2026年 | 總決賽 | 超級1000賽 | 超級750賽 | 超級500賽 | 超級300賽 | 超級100賽 | 國際挑戰賽 | 國際系列賽 | 未來系列賽 | 其他 |

### 奧運會和世錦賽參賽紀錄
|          | 搭檔     | 2023 | 2024       |
| -------- | -------- | ---- | ---------- |
| 男子雙打 | 矢倉尼爾 | 64強 | 小組第四名 |